# Religió ravidàssia
La religió ravidàssia (en Panjabi: ਸਿੱਖ ਰਵਿਦਾਸੀਆ)transliterat: Sikh Ravidassia Samprada) té el seu origen en el sant Sri Guru Ravidas Gurdwara, nascut en el segle XV al Panjab (Khalistan), que va aconseguir una gran popularitat per propugnar l'eliminació del sistema de castes, una estructura de tradició social secular en aquell país. Els seus fidels creuen en un únic Déu, i en la reencarnació. La comunitat índia a Catalunya és d'aproximadament 27.000 persones, que estan concentrades sobretot al Barcelonès, però també amb presència a Osona, la Garrotxa, el Gironès i la Selva. Es considera que unes 3.000 persones són seguidores de la religió ravidàssia, una comunitat que avui disposa d'un únic temple a Catalunya, que està situat a Badalona. L'entitat està registrada amb el nom de Sri Guru Ravidas Gurdwara, i és presidida per Bhola Ram Heer.